# Шевчук, Фёдор Кузьмич
Фёдор Кузьмич Шевчук (22 августа 1918, Коростышевский район — 16 мая 1964, Белгород-Днестровский, Одесская область) — участник Великой Отечественной войны, командир 269-го отдельного сапёрного батальона 12-й армии Юго-Западного фронта, капитан. Герой Советского Союза.

## Биография
Родился 22 августа 1918 года в селе Садовое ныне Коростышевского района Житомирской области Украины в крестьянской семье. Украинец. В 1937 году окончил Коростышевский педагогический техникум. Работал учителем.
В октябре 1938 года призван в ряды Красной Армии. В 1939 году окончил школу младших командиров, в 1941 — Московское военно-инженерное училище.
В боях Великой Отечественной войны с июня 1941 года. Воевал на Юго-Западном, Брянском, Сталинградском и 3-м Украинском фронтах. Был ранен и контужен.
26 сентября 1943 года во время переправы наших частей через Днепр южнее Днепропетровска выбыли из строя два командира подразделений. Капитан Ф. К. Шевчук, который командовал сапёрным батальоном, оказался старшим офицером на все подразделения. Руководя переправой, он видел трудное положение солдат, оставшихся без командиров. И взял в свои руки руководство боем на плацдарме. Враг наседал, пытаясь контратакой опрокинуть десантников в реку. Увидев, что слева к плацдарму движутся вражеские танки, Ф. К. Шевчук бросился с группой сапёров к боевым порядкам его защитников. Ведомые своим отважным офицером сапёры ползком выдвинулись вперёд и быстро расставили противотанковые мины. Вернувшись назад, капитан Ф. К. Шевчук собрал группу бронебойщиков и, когда головные танки противника подорвались на минах, а остальные стали поворачивать назад, организовал огонь по вражеским машинам. Несколько из них было уничтожено. Атаку отбили. Вскоре создалась угроза на другом фланге. Здесь пехота противника накапливалась для атаки. Ф. К. Шевчук, отдав распоряжения по обеспечению переправы, с группой сапёров скрытно перешел на правый фланг. Фашистская пехота ринулась в атаку. Командир сапёрного батальона быстро организовал огонь. Враг был встречен дружным ружейно-пулемётным огнём. А когда поредевшая цепь гитлеровцев добежала до наших позиций, капитан поднялся и с кличем: «За Родину, вперёд!» повёл бойцов в контратаку. Так была ликвидирована первая угроза плацдарму. А стрелковые подразделения тем временем продолжали прибывать. Ф. К. Шевчук уже автоматически принимал их под своё командование, хорошо понимая, что никто лучше его не знает обстановки на плацдарме. Капитан расставлял подразделения на позиции, группировал бронебойщиков и пулемётчиков, располагал на выгодных рубежах пушки, организовывал огонь. Одновременно он руководил и переправой войск: вовремя заменял разбитые паромы и другие переправочные средства, сменял уставших и легко раненных сапёров, выдвигал десантные резервы к реке. Ф. К. Шевчук был дважды ранен, но продолжал оставаться в строю до тех пор, пока на плацдарме не появились основные армейские части. В этих боях Ф. К. Шевчук лично уничтожил более тридцати вражеских солдат и офицеров.
Указом Президиума Верховного Совета СССР от 19 марта 1944 года за героизм, доблесть и мужество, проявленные в бою при форсировании Днепра, капитану Шевчуку Фёдору Кузьмичу присвоено звание Героя Советского Союза с вручением ордена Ленина и медали «Золотая Звезда».
После окончания Великой Отечественной войны продолжал службу в армии. С июня 1946 года майор Ф. К. Шевчук в запасе. Жил в городе Белгород-Днестровском Одесской области Украинской ССР, где работал начальником снабжения Винтреста. Переехав в город Владимир, возглавил весоремонтный завод, затем трудился на химическом заводе. 

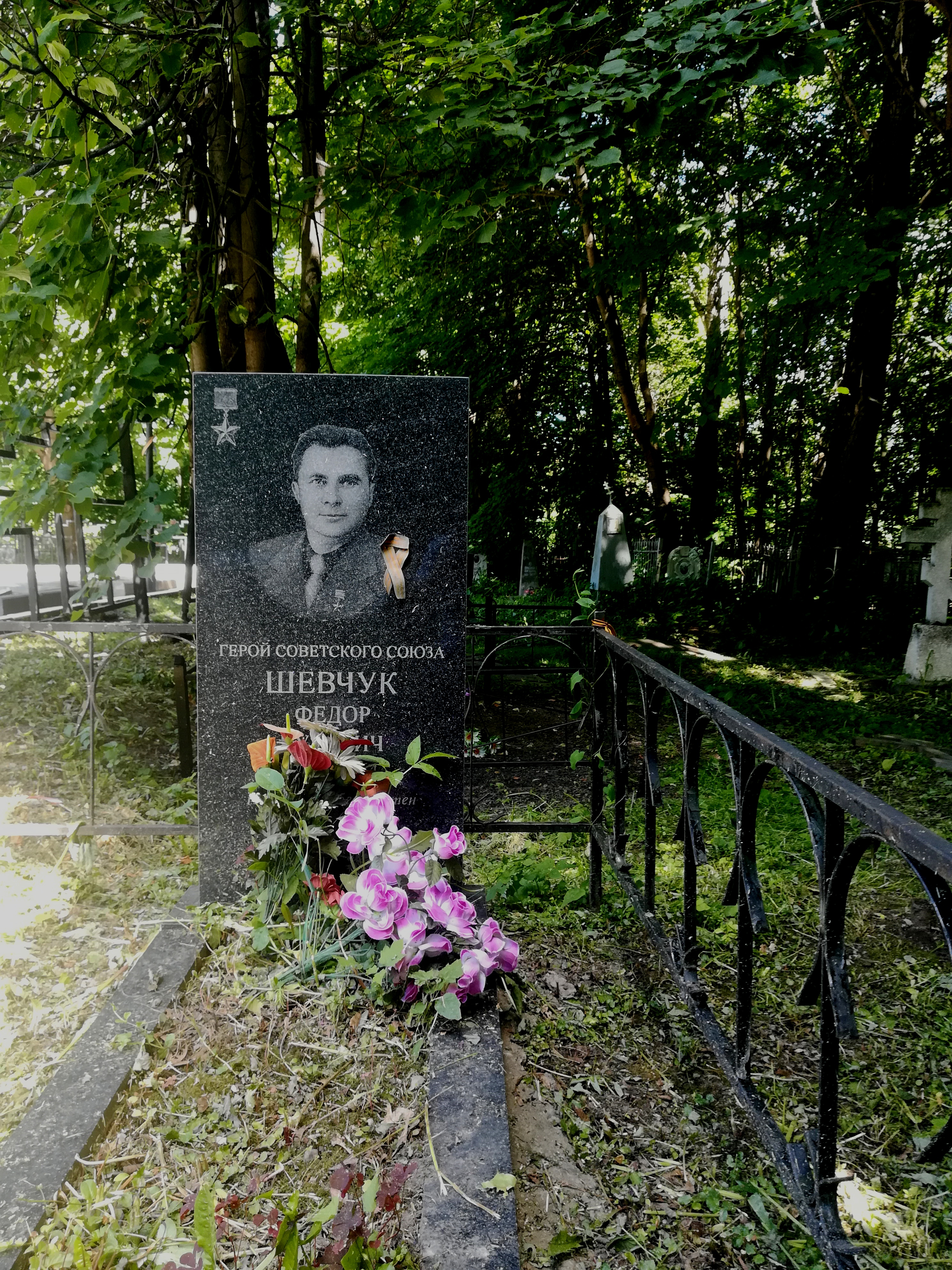
Могила Ф. К. Шевчука

Скончался 16 мая 1964 года. Похоронен во Владимире на Князь-Владимирском кладбище (6 уч.).
Награждён орденом Ленина, медалями. В городе Владимире установлена стела с барельефом Героя.